# ايكوسيرت

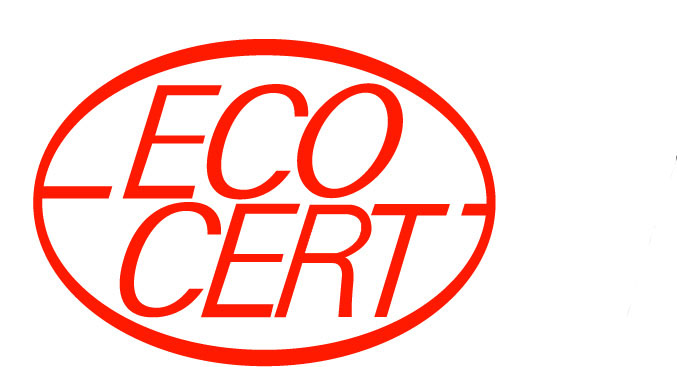
الشعار الرسمي

إيكوسيرت (ECOCERT) هي منظمة شهادة عضوية، تأسست في فرنسا عام 1991. مقرها في أوروبا لكنها تُجري عمليات معاينة وتفتيش في أكثر من 80 دولة، مما يجعلها واحدة من أكبر منظمات إصدار الشهادات في العالم.
المؤسس المشارك والرئيس التنفيذي للشركة هو ويليام فيدال. بدأت كشراكة بين الدول الأوروبية، لكن تدريجيًا توسعت إلى العديد من الدول الأخرى حول العالم.يقع المقر الرئيسي للشركة في جزيرة جوردان جرس في فرنسا وقسم الشركة العالمي الذي كان مقره في نورتهايم في ألمانيا تحول الآن ليصبح في جزيرة جوردان جرس بفرنسا.
الشركة  بشكل رئيسي تصادق على الطعام والمنتجات الغذائية ولكن أيضًا تصادق على مستحضرات التجميل والمنظفات والعطور والمنسوجات.  تجري الشركة تفتيش على حوالي  70% من الأغذية العضوية في فرنسا وعلى حوالي 30% في جميع أنحاء العالم. الشركة تعتبر أيضًا مُصدٌق رئيسي على تجارة الأغذية، مستحضرات التجميل والمنسوجات وفقًا  لمعاييرها العادلة في التجارة.